# 안토니누스 칙령
안토니누스 칙령(Constitutio Antoniniana)는 212년에 로마 황제 카라칼라가 선포한 칙령이다. 이 칙령으로 모든 자유민에게 로마 시민권이 부여되었고, 모든 자유민 여성에게 로마 여성과 같은 권리가 주어졌다.
기원후 212년 전에는 이탈리아 거주자나, 다른 속주에 건설된 식민시의 주민이나 로마 시민, 제국의 여러 도시와 지역 귀족들만이 로마 시민권을 가지고 있었다. 속주민 대부분은 제한된 시민권만을 가지고 있었다.
카라칼라가 이런 법안을 통과시킨 이유로는, 세금을 더 걷기 위함이라는 주장이 지배적이다. 실제로 카라칼라는 안토니누스 칙령을 반포함과 동시에 로마 시민권을 가진 사람들만 내도록 규정되어 있는 노예 해방세와 상속세를 5%에서 10%로 올렸기 때문이다. 하지만 속주민이 내도록 되어 있던 직접세(세율은 10%)가 걷히지 않게 됨으로써, 오히려 세금이 더 걷히지 않게 되었다.
또한 속주민만으로 구성되던 보조병은 사실상 해산되어 군단병에 편입되었다.

## 같이 보기
- 페레그리누스